# 23
| [ Edytuj tabelę ] |                                           |
| Król Armenii      | - 18 Artakses III 34                      |
| Cesarz Chin       | - 9 Wang Mang 23 - 23 Liu Xuan 25         |
| Władca Korei      | - 18 Daemusin 44                          |
| Król Mauretanii   | - 25 p.n.e. Juba II 23 - 23 Ptolemeusz 40 |
| Król Nabatei      | - 9 p.n.e. Aretas IV 40                   |
| Król Partów       | - 8 Artabanus II 40                       |
| Cesarz Rzymu      | - 14 Tyberiusz 37                         |
| Król Tracji       | - 19 Remetalkes II 38                     |

Rok 23 / XXIII
stulecia: I wiek p.n.e. ~
I wiek ~
II wiek

lata: 13 «
18 «
19 «
20 «
21 «
22 «
23
» 24
» 25
» 26
» 27
» 28
» 33

## Wydarzenia
- W wyniku powstania chłopskiego tak zwanych Czerwonych Brwi obalony został cesarz chiński Wang Mang.
- 11 marca – Liu Xuan został cesarzem Chin.

## Urodzili się
- Pliniusz Starszy, historyk i pisarz rzymski

## Zmarli
- 1 lipca - wódz rzymski i syn cesarza Tyberiusza - Druzus Kastor, został otruty przez żonę Julię Liwillę i jej kochanka Sejana
- Wang Mang, cesarz Chin
- Juba II, król Mauretanii